# Игор Михајловски
Игор Михајловски (Куманово, 24. децембар 1973) је бивши македонски кошаркаш, а садашњи кошаркашки тренер.

## Биографија
Михајловски је као млад играч био део тима Партизана који је освојио титулу првака Европе 1992. године. У црно–белом табору је провео две сезоне, потом је једну сезону (1992/93) провео у чачанском Борцу као позајмљени играч Партизана (заједно са новопридошлим Харисом Бркићем) а након тога се вратио у Македонију где је играо за МЗТ Скопље и Работнички. Пред крај каријере је играо и у Словенији (Рогла) и Португалу (Порто и Луситанија).
Био је дугогодишњи члан репрезентације Македоније и са њима је наступао на Европском првенству 1999.
Тренутно се бави тренерским послом. Водио је репрезентацију Македоније до 16 година, а у сезони 2014/15. је био први тренер Куманова.

## Трофеји
- Партизан:
  - Евролига (1) :1991/92.
  - Првенство Југославије (1): 1991/92.
  - Куп Југославије (1): 1992.
- Работнички:
  - Првенство Македоније (2): 1997/98, 1998/99.
  - Куп Македоније (1): 1998.
- МЗТ Скопље:
  - Куп Македоније (1): 1997.